# Eleocharis grandirostris
Eleocharis grandirostris är en halvgräsart som först beskrevs av Carl Lindman, och fick sitt nu gällande namn av Mereles. Eleocharis grandirostris ingår i släktet småsäv, och familjen halvgräs. Inga underarter finns listade i Catalogue of Life.